# Francesca da Rimini (Zandonai)
Francesca da Rimini je opera o čtyřech jednáních skladatele Riccarda Zandonaie na libreto Tita Ricordi (1865 – 1933) podle hry Gabriele d'Annunzia. Premiéru měla 19. února 1914 v Teatro Regio v Turíně. 

## Děj
Příběh se odehrává v Ravenně a Rimini. 

### 1. jednání
Francesca, dcera Guida da Polenta, má být pro politické zájmy provdána za Giovanniho (též Gianciotta), znetvořeného syna Malatesty da Verucchio. Protože by jistě odmítla sňatek s chromým a zmrzačeným Gianciottem, je představena jeho krásnému mladšímu bratrovi Paolovi (známému jako „il Bello“). V domnění, že Paolo je její budoucí manžel, se do něj na první pohled zamiluje. Paolo se do Francescy také vášnivě zamiluje, ačkoliv spolu nepromluví ani slovo. 

### 2. jednání
Probíhají boje mezi guelfy a ghibelliny. V pevnosti rodiny Malatesta se Francesca, nyní provdaná za Gianciotta, setkává s Paolem a vyčítá mu podvod, kterého se na ní dopustil. Paolo namítá, že je nevinný a odkrývá Francesce své city k ní. Gianciotto přináší Paolovi novinu, že byl zvolen do čela města Florencie. Paolo proto odjíždí do Florencie. 

### 3. jednání
Francesca ve své komnatě předčítá dámám příběh o Lancelotovi a Guinevře. Pak tancují a zpívají na oslavu příchodu jara, dokud je Francesca nepropustí poté, co dostane vzkaz od svého otroka. Paolo, toužící po Francesce, se navrátil z Florencie. Vstoupí do její komnaty a společně pokračují ve čtení příběhu o Lancelotovi a Guinevře, dokud nepodlehnou svým citům a nepolíbí se. 

### 4. jednání
Malatestino, Gianciottův nejmladší bratr, který sám je do Francescy zamilovaný, odhalí tajné setkání Francescy a Paola a prozradí ho Gianciottovi, který se rozhodne zjistit pravdu. Vyčkává u Francesciných dveří, překvapí ji a Paola za úsvitu a oba zabije. 